# Haltérophilie aux Jeux olympiques d'été de 1964
Navigation
Rome 1960 Mexico 1968
Résultats des épreuves d'haltérophilie dans le cadre des Jeux olympiques d'été de 1964 à Tokyo. Sept épreuves furent disputées.

## Tableau des médailles
| Rang  | Pays             | Médaille d'or | Médaille d'argent | Médaille de bronze | Total |
| 1     | Union soviétique | 4             | 3                 | 0                  | 7     |
| 2     | Pologne          | 1             | 0                 | 3                  | 4     |
| 3     | Japon            | 1             | 0                 | 2                  | 3     |
| 4     | Tchécoslovaquie  | 1             | 0                 | 0                  | 1     |
| 5     | Hongrie          | 0             | 2                 | 1                  | 3     |
| 6     | États-Unis       | 0             | 1                 | 1                  | 2     |
| 7     | Royaume-Uni      | 0             | 1                 | 0                  | 1     |
| Total | Total            | 7             | 7                 | 7                  | 21    |

## Résultats
| Catégorie      | Or                                  | Argent                             | Bronze                        |
| Moins de 56 kg | Aleksei Vakhonin Union soviétique   | Imre Földi Hongrie                 | Shiro Ishinoseki Japon        |
| 56-60 kg       | Yoshinobu Miyake Japon              | Isaac Berger États-Unis            | Mieczysław Nowak Pologne      |
| 60-67,5 kg     | Waldemar Baszanowski Pologne        | Vladimir Kaplunov Union soviétique | Marian Zieliński Pologne      |
| 67,5-75 kg     | Hans Zdražila Tchécoslovaquie       | Viktor Kurentsov Union soviétique  | Masashi Ohuchi Japon          |
| 75-82,5 kg     | Rudolf Plyukfelder Union soviétique | Géza Tóth Hongrie                  | Győző Veres Hongrie           |
| 82,5-90 kg     | Vladimir Golovanov Union soviétique | Louis Martin Royaume-Uni           | Ireneusz Paliński Pologne     |
| Plus de 90 kg  | Leonid Zhabotinsky Union soviétique | Yury Vlasov Union soviétique       | Norbert Schemansky États-Unis |